# アイドルを探せ (シルヴィ・ヴァルタンの曲)
「アイドルを探せ」（アイドルをさがせ、フランス語: Cherchez l'idole）は、フランス映画『アイドルを探せ』（1964年）でシルヴィ・ヴァルタンが歌って世界を風靡した歌。フランス語の原題は La plus belle pour aller danser（ダンスに行くのに一番きれいに）である。
シャルル・アズナヴールの作詞、ギリシャ生まれでフランスで活躍したジョルジュ・ガルヴァランツの作曲で、「Ce soir je serai la plus belle pour aller danser, danser, ...」で始まる歌詞に「今晩はきれいにして彼氏の心を捉えたい」という若い女性の心理を軽快なポップス調に歌ったものである。
日本語では、中尾ミエが安井かずみの訳詩で歌っている。
レコードの売り上げは、日本では1位になり特に流行り、フランスとスペインでは2位、ベルギーのフランス語地域では3位を記録した。
2000年にhitomiがフランス語でカバーした。